# Baum (Heraldik)

Birnbaum, entwurzelt, mit Früchten, über einem Dreiberg

Nadelbaumarten
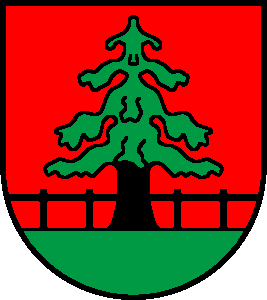
„Schärm“-Tanne (Grindel CH)
Fichte oder Tanne (Heraldik) (Oberviechtach)
stilisierte Eibe (Unteriberg CH)
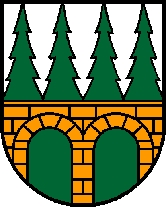
Vier Waldbäume (Waldburg AT, redend)
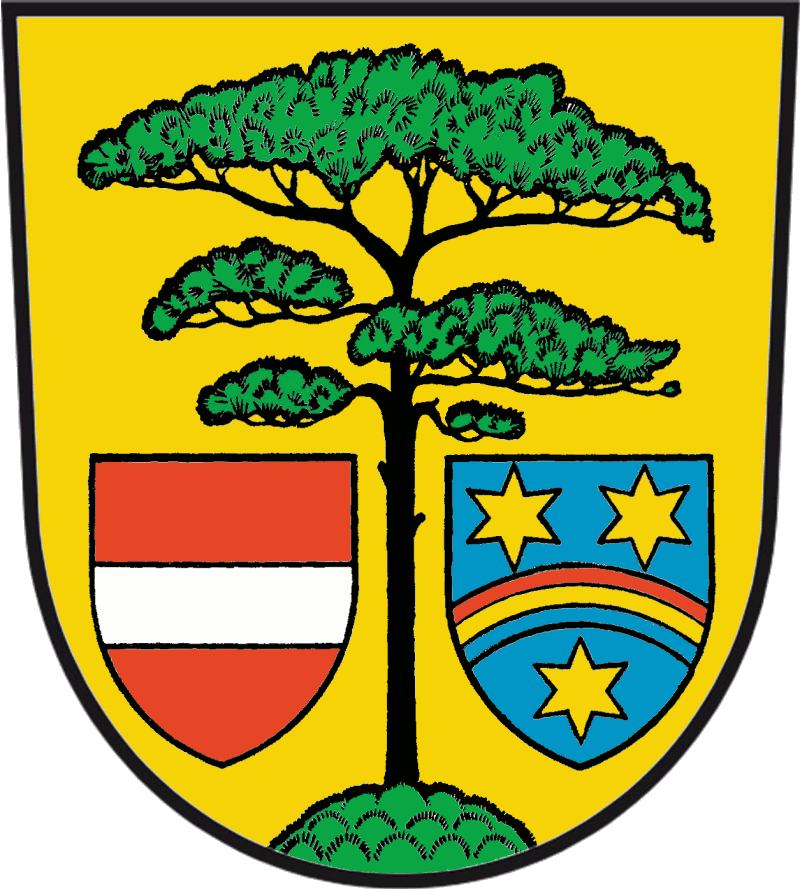
Märkische Kiefer (Hohen Neuendorf)

Der Baum ist in der Heraldik eine gemeine Figur, reduziert auf eine stilisierte Darstellung.
Grundsätzlich wird beim Baum zwischen aufgewachsen und ausgerissen (entwurzelt) unterschieden. Letzterer wird mit Wurzelwerk dargestellt, die oft anders gefärbt (tingiert) sein können. Ausgerissen wird explizit blasoniert, ohne Angabe ist der Baum aufgewachsen.
Vielfach werden Bäume auf einem Berg, oft dem Dreiberg, wachsend dargestellt, sonst dient auch ein Schildfuß (in Grün, Schwarz oder natürlichen Farben) als Grund. Hier kommen aufgewachsene wie entwurzelte Formen vor.
Man spricht von einem bis etwa vier oder fünf Bäumen von Baum (wenn die Anzahl festgelegt ist, es gibt auch mehr Bäume angegeben), sonst von Wald.
In Wappen sind alle möglichen vorkommenden Bäume vertreten.
Baum im Allgemeinen ist immer ein – unspezifischer – Laubbaum, sonst kann auch unbelaubt angegeben sein, für einen Stamm mit Ästen. Beliebte Darstellungen von Laubbäumen sind beispielsweise Linde und Eiche als Solitäre und Birke als charakteristisches Landschaftselement; Obstbäume wie Birne, Apfel und Kirsche werden gerne wegen ihrer deutlich darstellbaren Blüten oder Früchte verwendet.
Bei den Nadelbäumen kommt in Mitteleuropa fast ausschließlich die Tanne (abies, Weißtanne), oder die Fichte (picea, Rottanne) im Wappen vor, häufig auch zu zweit oder in Gruppen nebeneinander. Legt sich die Blasonierung nicht fest, spricht man auch unspezifisch von Waldbäumen und meint damit allgemein ‚Nadelbaum‘. Wald-/Nadelbaum, Tanne und Fichte werden weitgehend gleich dargestellt, letztere beide unterscheiden sich allfällig in der Frucht (stehende oder hängende Zapfen).
Von den exotischeren Baumarten kennt man im Wappen vor allem die Zeder (Wappen Libanons), außereuropäisch sind auch Bäume wie die Palme beliebt.
Bäume können explizit blühend oder fruchtend dargestellt sein, Obstbäume ebenso wie etwa bezapfte Nadelbäume. Je nach Baumart werden die Blätter, Früchte und Blüten unverhältnismäßig groß dargestellt und auf eine geringere Anzahl beschränkt. Diese Anzahl ist in vielen Wappen von Bedeutung und muss dann in der Beschreibung vermerkt (blasoniert) werden.
Ebenfalls als gemeine Figur finden sich Teile des Baumes (wie Stubben/Stock/Strunk), dicke Äste in starker Vereinfachung oder Zweige, Blätter und Früchte (beispielsweise Eicheln) mit entsprechender Blasonierung. Äste werden auch kreuzweise, bevorzugt schragenweise, dargestellt und in dieser Form als Kreuz behandelt.

Darstellungsformen
redend:  Boom (Belgien)
Stamm mit Aststummeln (Oberstammheim CH)
auch in Schreiberhau PL
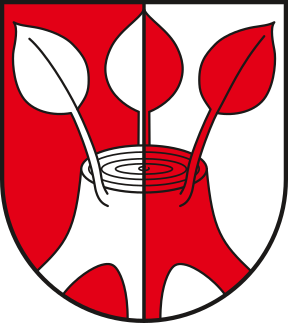
Baumstumpf in verwechselten Farben (Dönitz DE)
Wurzelstock (Härkingen CH)
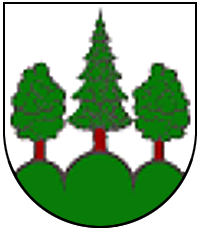
Ein Nadel-, zwei Laubbäume (Reinsberg/Sachsen)

Baumarten
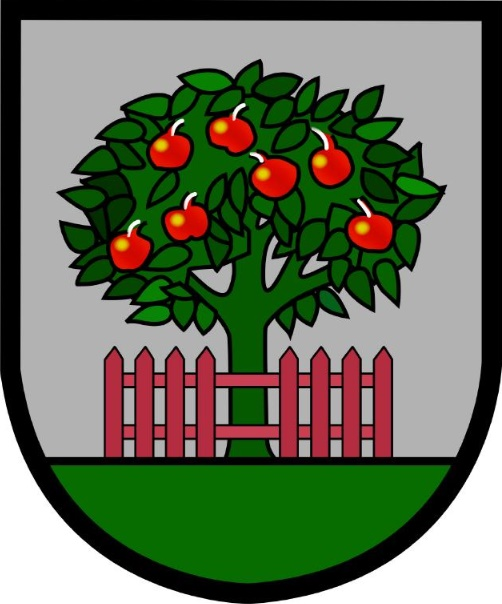
Apfelbaum (Baumgarten AT, redend)
Apfelbaum, bewurzelt (Domleschg GR CH)
Birnbaum (Pyrbaum)
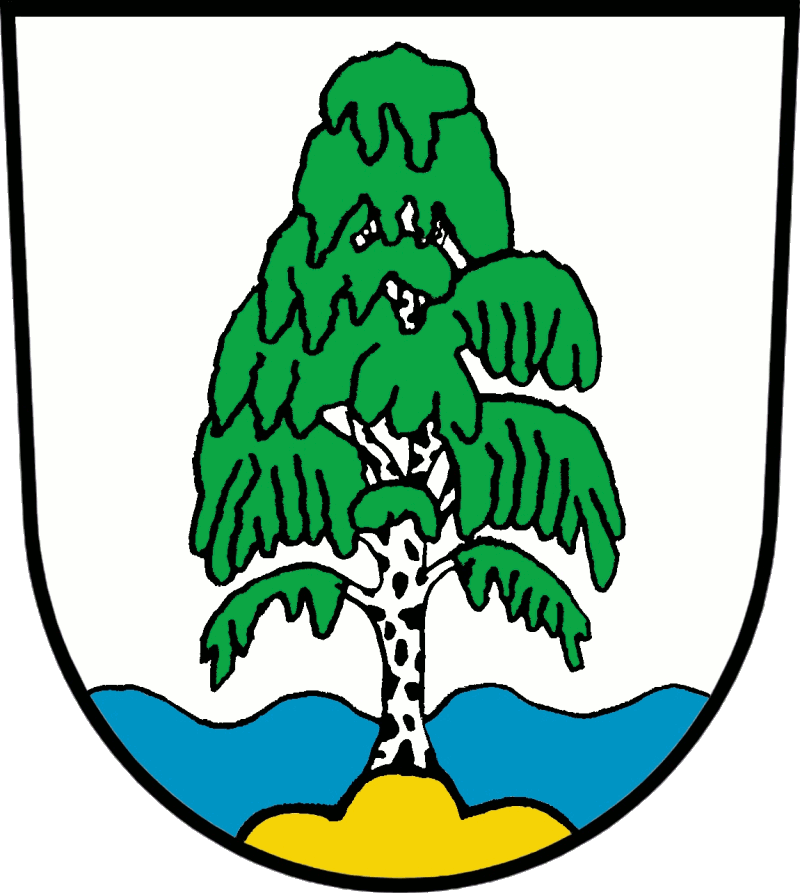
Birke (Birkenwerder, redend)
Bitterorangenbaum (Curaçao, NL)
Blutbuche (Buch am Irchel CH, redend)
Buche (Bünzen CH)
Doppeleiche (Looft NL)
in Blau ein bewurzelter silberner Eichbaum mit fünf silbernen Eicheln auf blauem Grund (Offenbach a. M.)
stilisierte goldene fünfästige Eiche mit elf Blättern (Hagen)
Zwei Erlen, blühend oder fruchtend (Leppävirta FI)
Erle im redenden Wappen von Erlen TG
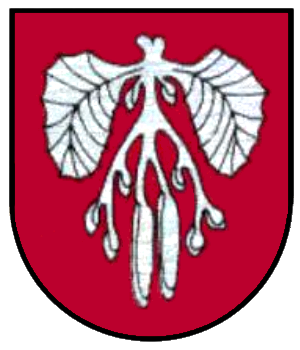
Erlenzweig (Erlaheim)
nach oben drei Laub-, nach unten drei Nadelbäume (Ebelsbach)
Esche (Eschenbach, redend)
Kastanie, fruchtend (Castasegna IT, redend)
Kirschbaum im Wappen von Kirschau
Linde (Linn CH, mit markanten „Linden-“blättern)
Lebensbaum oder Lindenbaum :Wappen von Homburg (Saar)
Lorbeerbaum (Llorenç del Penedès ES)
Drei Pappeln (Rot am See)
Weide (als Kopfweide) (Widen CH, redend)
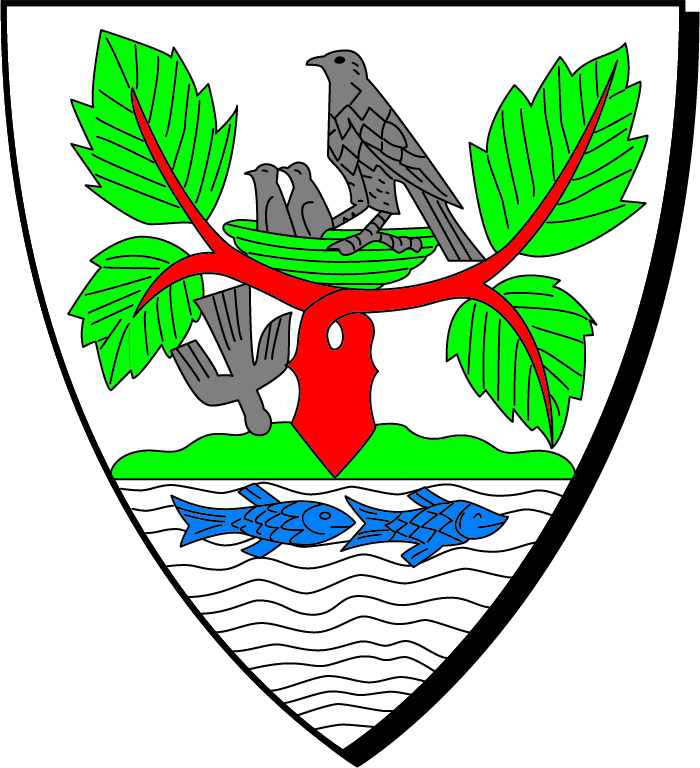
Baum im Wappen von Arbon (CH, redend)

- Nadelbaumarten
- „Schärm“-Tanne
 (Grindel CH)
- Fichte oder Tanne (Heraldik)
 (Oberviechtach)
- stilisierte Eibe
(Unteriberg CH)
- Vier Waldbäume
 (Waldburg AT, redend)
- Märkische Kiefer
 (Hohen Neuendorf)